# Torneo de las Cinco Naciones 1951

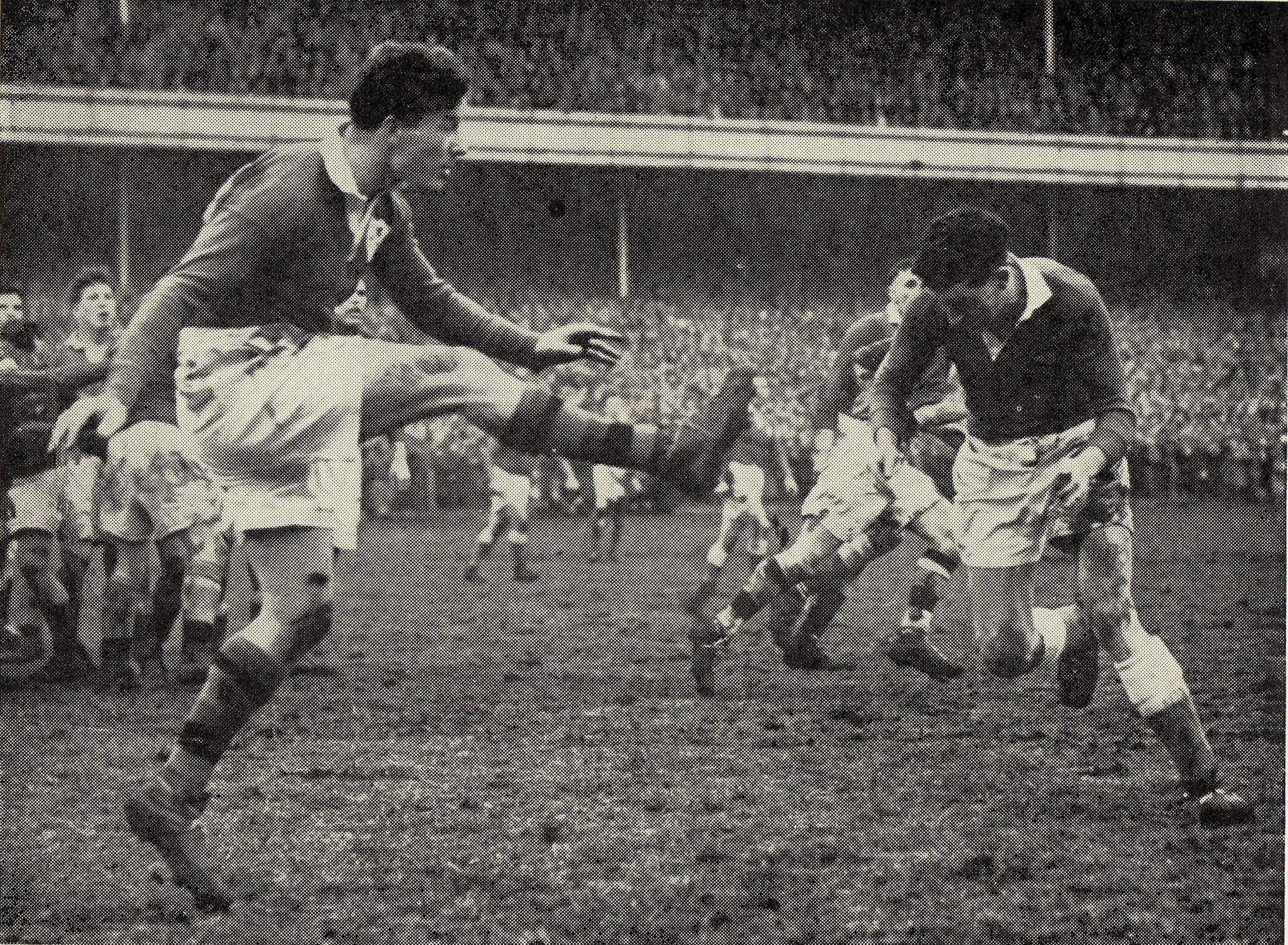
El título original de la fotografía dice: “J.W. Kyle (Irlanda) patea para tocar contra Gales en Cardiff en marzo de 1951, mientras R. John, de Gales, entra para placar”.

El Torneo de las Cinco Naciones de 1951 (Five Nations Championship 1951) fue la 57° edición del principal Torneo de rugby del Hemisferio Norte.
El campeón del torneo fue el seleccionado de Irlanda.

## Clasificación
| Lugar | Selección  | Partidos | Partidos | Partidos  | Partidos | Puntos  | Puntos    | Puntos | Tabla de puntos |
| Lugar | Selección  | Jugados  | Ganados  | Empatados | Perdidos | A favor | En contra | dif.   | Tabla de puntos |
| ----- | ---------- | -------- | -------- | --------- | -------- | ------- | --------- | ------ | --------------- |
| 1     | Irlanda    | 4        | 3        | 1         | 0        | 21      | 16        | +5     | 7               |
| 2     | Francia    | 4        | 3        | 0         | 1        | 41      | 27        | +14    | 6               |
| 3     | Gales      | 4        | 1        | 1         | 2        | 29      | 35        | -6     | 3               |
| 4     | Escocia    | 4        | 1        | 0         | 3        | 39      | 25        | +14    | 2               |
| 5     | Inglaterra | 4        | 1        | 0         | 3        | 13      | 40        | -27    | 2               |

## Resultados
| 13 de enero | Francia | 14 - 12 | Escocia | París, |  |

| 20 de enero | Gales | 23 - 5 | Inglaterra | Swansea, |  |

| 27 de enero | Irlanda | 9 - 8 | Francia | Dublín, |  |

| 3 de febrero | Escocia | 19 - 0 | Gales | Edimburgo, |  |

| 10 de febrero | Irlanda | 3 - 0 | Inglaterra | Dublín, |  |

| 24 de febrero | Inglaterra | 3 - 11 | Francia | Londres, |  |

| 24 de febrero | Escocia | 5 - 6 | Irlanda | Edimburgo, |  |

| 10 de marzo | Gales | 3 - 3 | Irlanda | Cardiff, |  |

| 17 de marzo | Inglaterra | 5 - 3 | Escocia | Londres, |  |

| 7 de abril | Francia | 8 - 3 | Gales | París, |  |

## Premios especiales
- Copa Calcuta:  Inglaterra